# بوهم
بوهم (در زبان چک: Čechy، به آلمانی: Böhmen، به لهستانی: Czechy، به لاتین: Bohemia؛ به فرانسوی: Bohême) سرزمینی تاریخی در اروپای مرکزی است که امروزه در بخش غربی جمهوری چک جای گرفته‌است. این سرزمین به صورت یک پادشاهی در قلمرو امپراتوری مقدس روم اداره می‌شد و بعدها به عنوان استانی در امپراتوری اتریش ادغام شد. بوهم از جنوب با اتریش، از غرب با باواریا، از شمال با ساکسونی و لاسوتیا، از شمال‌شرق با سیلسیا و از شرق با موراویا هم‌مرز بود. از سال ۱۹۱۸ تا ۱۹۳۹ میلادی و دوباره از سال ۱۹۴۵ تا ۱۹۹۲، این سرزمین جزئی از خاک کشور چکسلواکی محسوب می‌شد و از ۱۹۹۳ به بعد بیشتر خاک کشور چک را دربر گرفته‌است.

## نام
بوهم به‌معنی خانهٔ بویر (Boierheim) است. این نام، ریشه در قوم سلتی «بویر» دارد که شصت سال پیش از میلاد از اقوام ژرمن فاصله گرفته و منشأ ایجاد بوهم شدند. بوهم را کوه‌های پوشیده از جنگل‌های انبوه، مانند: جنگل بوهم در جنوب غربی، فیشتل‌گبیرگه و ارتس‌گبیرگه در شمال غربی، زودتن در شمال شرقی، و ارتفاعات بوهم- مهر در جنوب شرقی محصور کرده‌است.
این منطقه به‌وسیله رودخانه‌های البه و مولداو و رودهای جنبی آن مشروب می‌شود. جمعیت اصلی آن را چک‌ها تشکیل داده‌اند ولی در بعضی مناطق مرزی و داخلی، اقلیت‌های آلمانی معروف به زودتن دویچه که از قرون وسطی در آن‌جا ساکن بوده‌اند، زندگی می‌کردند. آلمانی‌های زودت در سال ۱۹۴۵/۱۹۴۶ از طرف جمهوری سوسیالیستی چکسلواکی به‌آلمان رانده شدند. بسیاری از رانده‌شدگان کسانی بودند که پس از اشغال کشور چکسلواکی توسط ارتش نازی، به‌آنجا کوچیده بودند. بوهم از نظر کشاورزی بسیار غنی است. علاوه بر تولید گندم و چغندر قند و میوه‌های گوناگون، تولیدات صنعتی آن نیز فراوان‌اند. مرکز بوهم شهر پراگ است.

## تقسیمات منطقه‌ای
به‌استناد قرارداد مونیخ، مورخ (۲۹ سپتامبر ۱۹۳۸)، مناطق آلمانی‌زبان بوهم به استان‌های حکومتی و تشکیلاتی رایش سوم تقسیم و به‌خاک آلمان ملحق شد. این تقسیمات مانند تقسیمات کشوری در خاک آلمان، به شهر و بخش تجزیه شدند به‌طوری که در منطقه زودتنلاند تعداد ۵ شهر و ۵۲ بخش وجود داشت.

## فرهنگ بوهمی

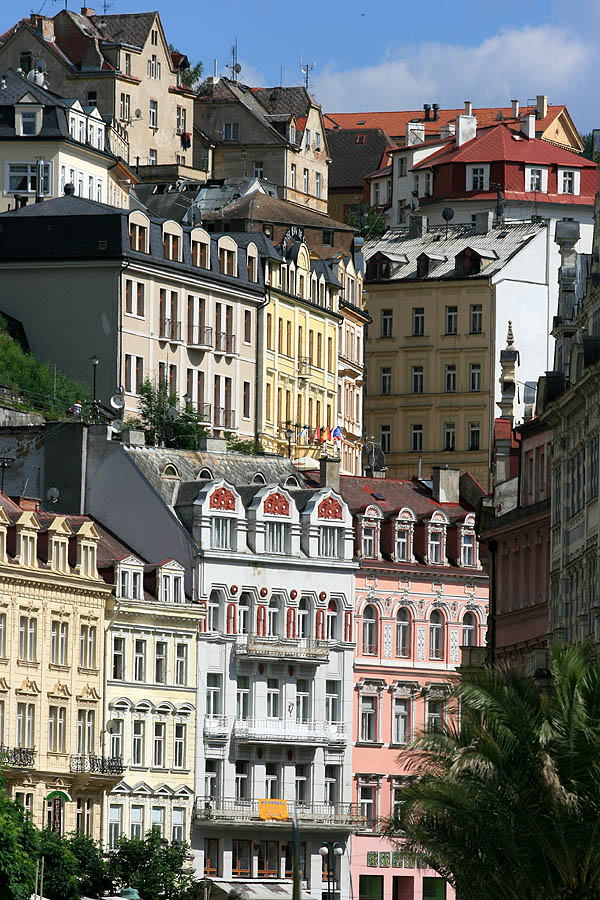
شهر بوهمی «کارلووی واری».

بوهم به‌عنوان بخشی از اروپا، کانون برخورد تضادهای مذهبی و قومی بوده و این خود عاملی مؤثر در توسعه فرهنگی این سرزمین است. عوامل تعیین‌کننده در فرهنگ بوهم، نفوذ چندجانبهٔ بخش‌هایی از فرهنگ آلمانی، فرهنگ چکی و فرهنگ یهودی است.

## نویسندگان بوهمی
- آدالبرت شتیفتر
- فرانتس کافکا
- فرانتس ورفل
- فریدریش توربرگ
- یاروسلاو هاشک
- کارل چاپک
- میلان کوندرا

## موسیقی‌دانان بوهمی
- آنتونین دورژاک
- لئوش یاناچک
- بدریش اسمتانا
- گوستاو مالر